# Катастрофа на космодромі Алкантара
Вибух на стартовому комплексі космодрому Алкантара, який відбувся 22 серпня 2003 року — аварія ракети-носія VLS-1(англ.), розробленого Бразильським космічним агентством, який був призначений для запуску на орбіту двох супутників.
Ракета вибухнула на стартовому комплексі космодрому Алкантара, при цьому загинула 21 людина. Це була третя спроба Бразильського космічного агентства запустити ракету типу VLS-1 в космос.

## Аварія
Запуск VLS-1 (номер V03) був призначений на 25 серпня 2003 року і отримав власну назву «Операція „Сан-Луїс“». В цей день на орбіту припускалось вивести відразу два апарати — технологічний міні-супутник SATEC і мікросупутник Unosat-1, створений студентами і викладачами Північного університету Парани.
 Підготовка до запуску почалась 1 липня і проводилась під керівництвом директора Аерокосмічного технологічного центру, бригадного генерала Тіагу Рибейро. У роботах брали участь майже 700 осіб. До 20 серпня повністю готова ракета стояла на стартовому столі. Спеціалісти здійснили імітацію запуску і проводили планові перевірки агрегатів VLS-1.
З самого ранку 22 серпня на носії відбувались заключні тести. Безпосередньо біля ракети на стартовій позиції працювало близько 100 людей. У південь без видимих причин запрацював двигун одного з чотирьох блоків першого ступеня ракети, міцно закріпленої на стартовому столі. Факел вогню, що бив з ракети, підпалив сусідні двигуни непорушно закріпленого виробу, і через декілька секунд носій вибухнув. Під час вибуху загинула двадцять одна особа, яка знаходилась на стартовій позиції, і більше 20-ти людей зазнали поранень. Від вибуху загорілись кущі у довколишніх джунглях, і велику хмару диму можна було легко бачити з великої відстані. Вибух зрівняв зі землею пускову установку ракети, перетворивши конструкцію висотою в 10 поверхів в купу пошматованого металу.

## Наслідки

Розташування космодрому Алкантара

Після вибуху Бразильське космічне агентство було піддане різкій критиці за використання ракет на твердому паливі, більш простих в виготовленні та запуску, ніж ракети на рідкому паливі, але й більш небезпечних через відсутність управління подачею палива і системи аварійного блокування. Комісія з розслідування встановила, що винуватцем катастрофи став електричний розряд, не заплановано поданий в систему запалювання одного з чотирьох пришвидшувачів першого ступеня. Повністю з'ясувати, що стало причиною видачі сигналу, так і не вдалось.
Цей інцидент викликав значні затримки бразильської космічної програми, як наслідок проведення правничого розслідування, так і через те, що під час вибуху загинуло багато вчених та інженерів, які працювали над проектом.